# James P. Beckwourth
James Pierson Beckwourth (* 26. April 1798 oder 1800 als James P. Beckwith in Frederick County, Virginia; † 29. Oktober 1866 im Norden Colorados), auch Jim Beckwourth, war ein Sklave, Trapper, Indianerhäuptling, Soldat, Händler, Gastwirt und Scout im Wilden Westen. Er war an vielen wesentlichen Ereignissen und Entwicklungen der Erkundung, wirtschaftlichen Erschließung und Besiedlung des amerikanischen Westens beteiligt, ohne dabei jemals eine führende Rolle einzunehmen.
Frühere Chronisten des Wilden Westens ignorierten seine 1856 erschienenen Lebenserinnerungen The Life and Adventures of James P. Beckwourth wegen ihrer teils lachhaften Übertreibungen und taten ihn als Aufschneider ab. Erst seit die Geschichtswissenschaft die Quellen des 19. Jahrhunderts systematisch erschlossen hat, wird Beckwourth als nach seinem ereignisreichen Leben in der Erinnerung teilweise unzuverlässiger, in Details wie am Lagerfeuer fabulierender, aber in den großen Linien glaubwürdiger Zeitzeuge akzeptiert.
Aufgrund seiner Abstammung von einer Mutter, die nach den Gesetzen ihrer Zeit als Schwarze galt, und seiner Geburt als Sklave wird James P. Beckwourth seit der Bürgerrechtsbewegung als ein früher Vertreter der emanzipierten Afroamerikaner angesehen und in mehreren Kinder- und Jugendbüchern als Vorbild dargestellt.

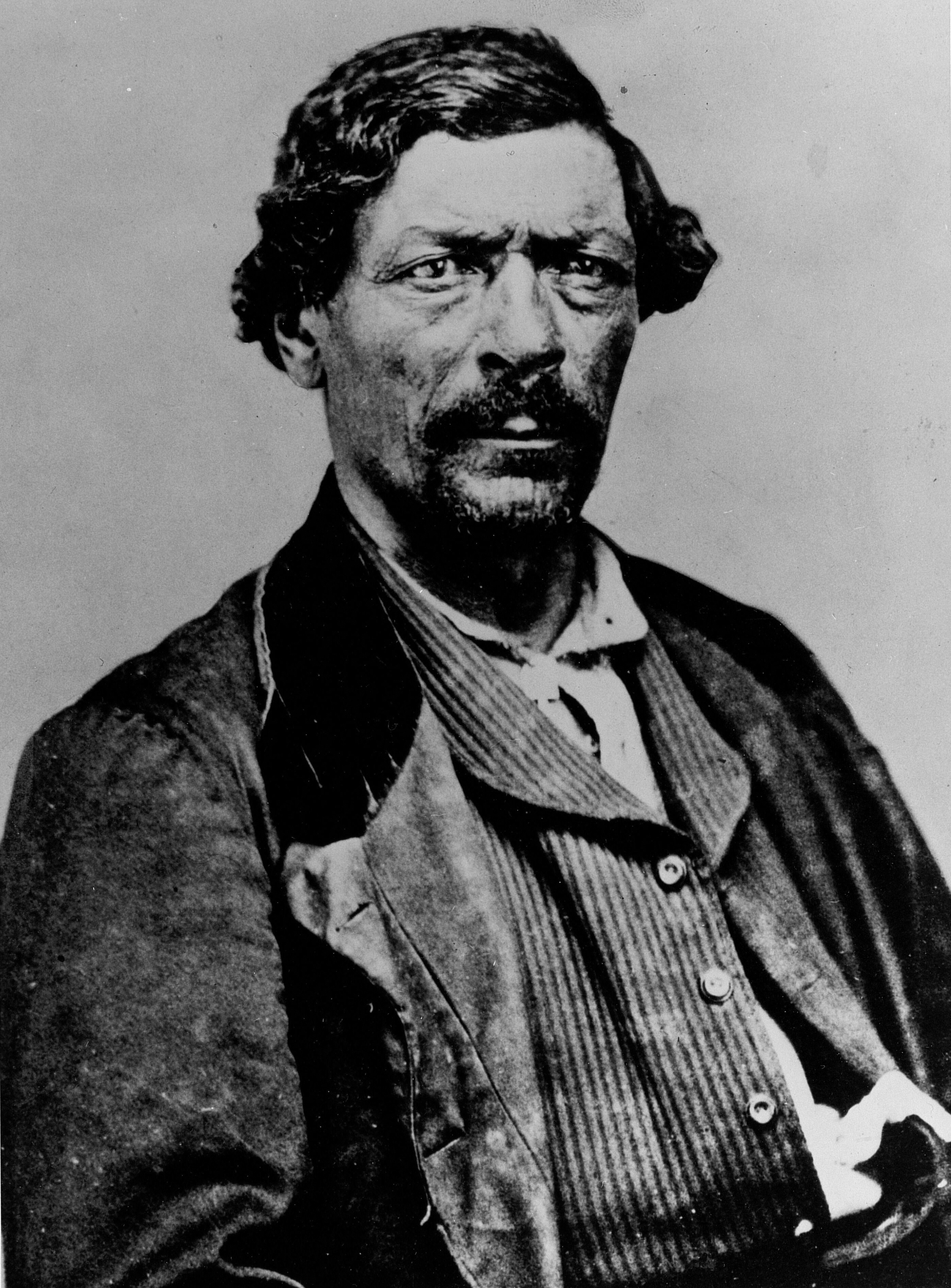
James P. Beckwourth, um 1860

## Leben
James Beckwourth lebte in einer Zeit, die durch die Ausdehnung der Vereinigten Staaten nach Westen geprägt war. 1803 hatte Thomas Jefferson im Louisiana Purchase von Napoléon Bonaparte die französische Kolonie Louisiana gekauft und damit das Staatsgebiet der Vereinigten Staaten etwa verdoppelt. Im ersten Drittel des 19. Jahrhunderts galt es, die neuen Territorien zu erkunden. Die erste wirtschaftliche Nutzung war der Pelzhandel. Nachdem 1821 Mexiko von Spanien unabhängig geworden war, gründeten US-Amerikaner 1835 auf ehemals mexikanischem Boden die Republik Texas. Damit trat der Handel mit dem spanisch geprägten Südwesten des Kontinents in den Vordergrund. Beginnend in den 1840er Jahren und verstärkt nach dem Mexikanisch-Amerikanischen Krieg 1846/48 sowie der Abtretung von Kalifornien, Arizona, Nevada, New Mexico, Utah und Teilen von Colorado und Wyoming im anschließenden Vertrag von Guadalupe Hidalgo wurde die Besiedlung des Westens zum Ziel. Der Kalifornische Goldrausch ab 1848 beschleunigte die Entwicklung. Wurden anfangs die indianischen Bewohner des Westens vor der sich ständig verschiebenden Frontier, der Grenze der Siedlungsräume und der Zivilisation, hergeschoben und verdrängt, brachen gegen Ende von Beckwourths Leben die Konflikte auf und die Indianerkriege traten in die entscheidende Phase ein.

### Herkunft und Jugend
I was born in Fredericksburg, Virginia, on the 26th of April, 1798 – so beginnt Beckwourths einziges Buch, entstanden im Winter 1854/55 aus seinen Erzählungen, die sein Herausgeber Thomas D. Bonner notierte, edierte und im folgenden Jahr bei Harper & Brothers in New York herausbrachte. In diesem Satz stecken zwei Fehler: Beckwourth wurde nicht in Fredericksburg, sondern im nördlich davon gelegenen Frederick County geboren, und auch das Jahr scheint nicht zu stimmen, wahrscheinlicher ist eine Geburt 1800, weil andernfalls Angaben seines Lebens nicht zu nachweisbaren Fakten passen.

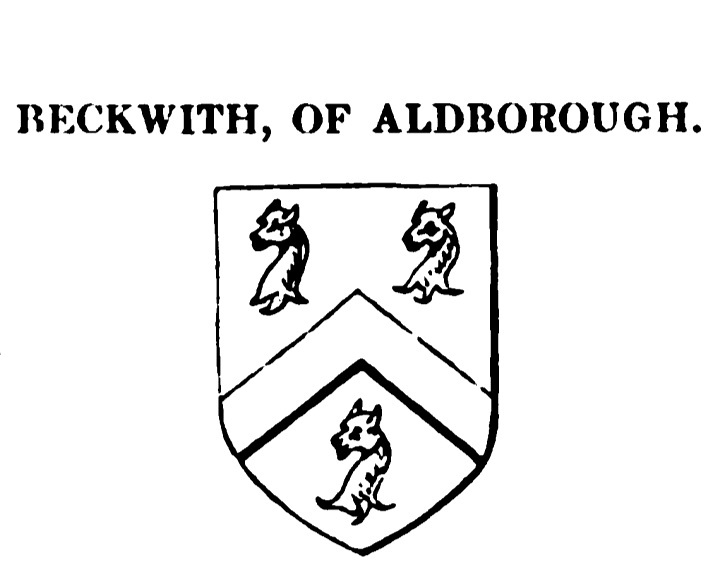
Väterliches Familienwappen Beckwith: ein roter Sparren, begleitet von drei roten Hirschkuhköpfen

Beckwourth war der Sohn von Sir Jennings Beckwith (* 1762; † 1835), einem Farmer in Virginia aus alter englischer Familie, deren Abstammung sich bis zu einem der Ritter Wilhelm des Eroberers in der Schlacht von Hastings 1066 zurückführen lässt. Die Familie hatte beträchtlichen Einfluss in England: Ein Vorfahre war Sir Roger Beckwith (* ca. 1630; † 1700), der 1681 den Titel eines Baronets Beckwith, of Aldborough in Yorkshire, verliehen bekam, sein Sohn, ebenfalls namens Roger (* 1682; † 1743), war Bürgermeister von Leeds und 1707 High Sheriff der Grafschaft Yorkshire. Bei seinem Tod ging der Titel auf seinen jüngeren Bruder Marmaduke Beckwith (* 1687; † 1780) über, der Anfang des 18. Jahrhunderts in die britische Kolonie Virginia ausgewandert war. Jennings Beckwith, sein Enkel, betrieb nur eine relativ kleine Farm, was darauf hindeutet, dass der beträchtliche Familienbesitz innerhalb von zwei Generationen zersplittert worden war.
Beckwourths Vater, Sir Jennings, hatte 1787 Catherine Miskell geheiratet, mit der er mindestens fünf, laut Beckwourth sogar dreizehn Kinder hatte. Catherine starb zwischen 1794 und spätestens 1800. Der Witwer bekam einen weiteren Sohn, James Pierson, mit einer Sklavin, von der vermutet wird, dass sie eine Mulattin war, und deren Name nicht bekannt ist. Zwischen 1801 und 1803 löste er seinen Hausstand in Virginia auf und zog Richtung Westen. Spätestens 1809 siedelte er sich in Missouri an und erwarb 1810 ein großes Grundstück unterhalb von St. Charles zwischen den Flüssen Mississippi River und Missouri River.
Das Grundstück in Missouri war, wie die gesamte Region, unerschlossen, die Siedler waren Pioniere. Beckwourth beschrieb die Gegend als „heulende Wildnis, bewohnt nur von wilden Tieren und gnadenlosen Wilden.“ Selbst das nahe gelegene St. Louis war nur ein kleiner Vorposten der Zivilisation, nahezu ausschließlich von französisch- oder spanischstämmigen Pelzhändlern bewohnt. Nun drängten Weiße in das nur von Indianern besiedelte und von mit den Indianern handelnden Trappern durchstreifte Land, bauten kleinere und größere Farmen, und Angloamerikaner übernahmen den Pelzhandel von den Franzosen. Mit den Indianern kam es zwangsläufig zu Konflikten. Beckwourth beschreibt in lebhaften Worten, wie er als Kind eine ganze befreundete Familie mit Eltern und acht Kindern mit durchschnittenen Kehlen und skalpiert fand. Sein Vater und andere Männer der Umgebung brachen zu einer Vergeltungsaktion auf und brachten nach zwei Tagen 18 Indianer-Skalps zurück.
Dass Jennings Beckwith seinen Sohn nicht als Sklaven behandelte, zeigt sich daran, dass James im Alter von zehn Jahren für mehrere Jahre auf eine Schule in St. Louis geschickt wurde. Mit 14 Jahren kam er bei einem Grobschmied in St. Louis in die Lehre, bei dem er bis zu seinem 19. Lebensjahr blieb. Er lief davon, als er mit seinem Meister über nächtliches Ausbleiben und den Kontakt zu einer jungen Frau in einen handgreiflichen Streit geriet. Er wollte in den Norden von Illinois fliehen und in den gerade eröffneten Blei-Minen am Unterlauf des Fever Rivers arbeiten, des heutigen Galena Rivers im Jo Daviess County. Dass er auf dem Keelboat dorthin von seinem Meister verfolgt, zurückgeholt und seinem Vater übergeben wurde, ist jedoch ein deutliches Indiz für einen rechtlichen Status als Sklave. Jennings Beckwith regelte die Streitigkeiten mit dem Schmiedemeister und entließ James aus der Sklaverei. Dieser brach sofort wieder nach Norden auf und ging an den Fever River.
In Galena schlossen gerade die United States Army und die Völker der Sauk und Fox einen Vertrag über die Duldung der Minen, wodurch die bis dahin häufigen Konflikte beendet wurden. Beckwourth freundete sich nach eigenen Angaben mit Indianern an, ging mit ihnen auf die Jagd, erlernte von ihnen für die Wildnis nützliche Fähigkeiten und kam in näheren Kontakt zu ihrer Kultur und ihren religiösen Vorstellungen. Nach 18 Monaten verließ er die Region und fuhr den Mississippi hinunter bis nach New Orleans an der Mündung. Der Aufenthalt endete nach nur zehn Tagen wegen einer schweren Fieber-Erkrankung. Um sich auszukurieren, kehrte er nach St. Louis in sein Elternhaus zurück.
An dieser Stelle des Lebenslaufes ergibt sich eine Lücke von zwei Jahren (wenn man eine Geburt 1800 annimmt) oder von etwa vier Jahren, schenkt man seinen eigenen Angaben Glauben. James Beckwourths Aufenthalt in dieser Zeit ist unbelegt. Kurz nach der Veröffentlichung seines Buches gab es Gerüchte auch über diese Periode, keines lässt sich auf zuverlässige Quellen zurückverfolgen. Ab wann und warum er seinen Geburtsnamen Beckwith in Beckwourth änderte, ist nicht nachweisbar.

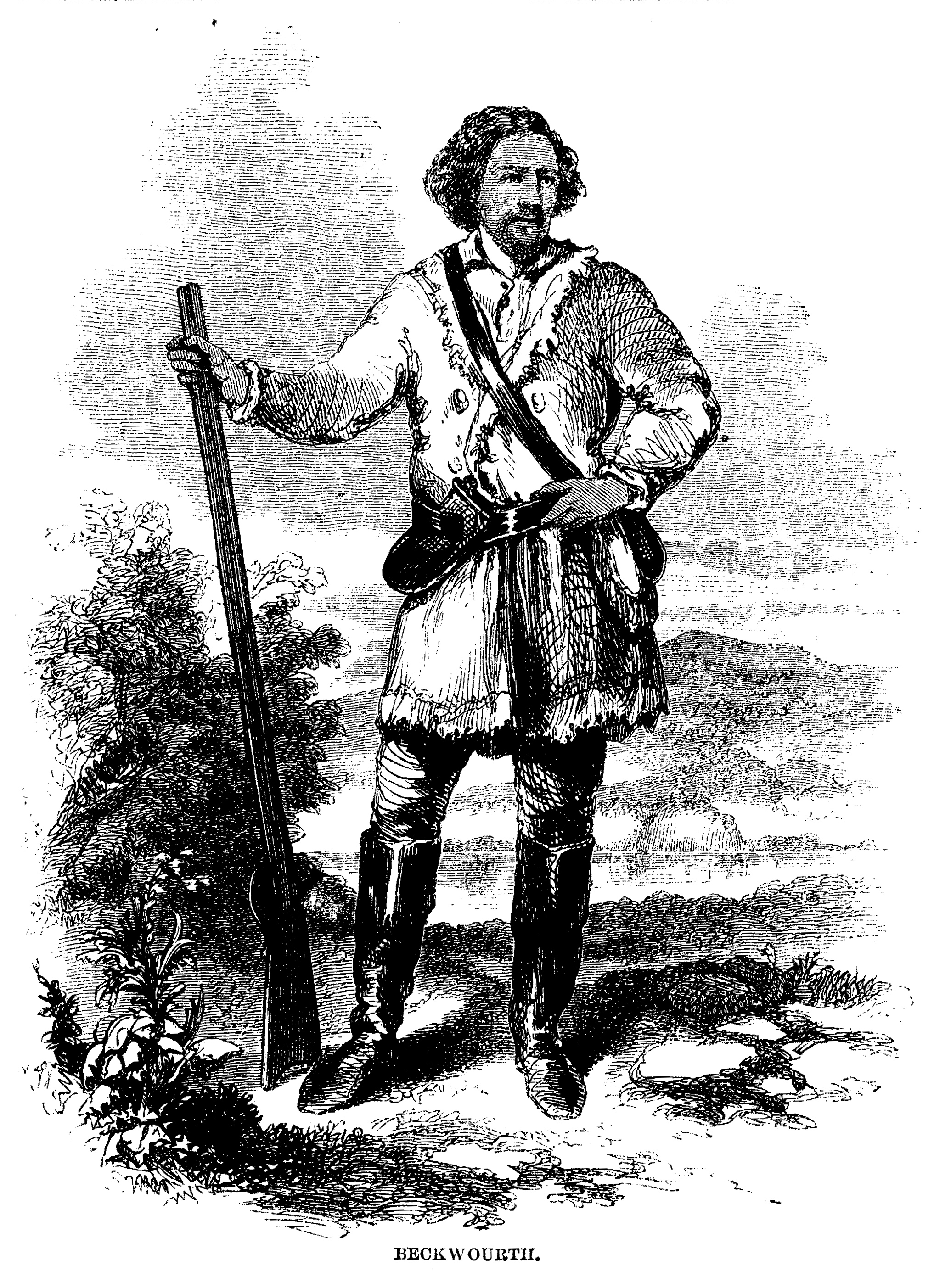
Beckwourth als Trapper – Illustration der Erstausgabe

### Als Trapper in den Rocky Mountains
1823 ließ sich Beckwourth von William H. Ashley für das Pelzhandelsunternehmen Ashley & Henry (die spätere Rocky Mountain Fur Company) anwerben. Dieser war gerade von einem kleinen Feldzug gegen die Arikaree am mittleren Missouri River zurückgekehrt und brauchte weitere Männer für einen ein- oder mehrjährigen Aufenthalt am Oberlauf und an den Zuflüssen des Missouri Rivers in den Rocky Mountains. Bei diesem Unternehmen begannen damals die Karrieren nahezu aller berühmten Mountain Men, darunter Thomas Fitzpatrick, Jim Bridger, Jedediah Smith, die Brüder Milton und William Sublette und viele mehr. 1824 hatte Ashley & Henry rund 120 Trapper in den Bergen.
In seiner Selbstdarstellung wird Beckwourth zum herausragenden Helden unter den berühmten Männern. Er rettet seine Gefährten unzählige Male aus den verschiedensten Gefahren, sei es durch Ausdauer und Härte auf langen Märschen durch die winterlichen Berge ohne ausreichenden Proviant, durch ungeheures Glück oder Geschicklichkeit bei der Jagd, oder indem er zum richtigen Zeitpunkt an der richtigen Stelle ist und beherzt eingreift. So will er innerhalb kürzester Zeit dreimal William Ashley das Leben gerettet haben. In dessen Lebenserinnerungen finden sich weder die Gefahrenmomente noch eine explizite Erwähnung Beckwourths. Auch andere unabhängige Quellen gibt es nicht.
Glaubhaft ist, dass Ashley den gelernten Huf- und Grobschmied Beckwourth als wrangler eingestellt hat. Er war damit für die Pferde der Trapper zuständig. Das passt zu Beckwourths Berichten von der ständig wiederkehrenden Aufgabe, bei befreundeten Indianervölkern Pferde zu kaufen, weil andere (und oft genug dieselben) Indianervölker den Pferdediebstahl als Sport und Mutprobe für junge Krieger betrieben und die Trapper besonders häufig Opfer dieser Raubzüge wurden.
Im Spätsommer 1823 wurde er ausgesandt, bei den Pawnee Pferde zu besorgen, konnte den Auftrag aber wegen des frühen Wintereinbruchs nicht erfüllen. Von Eis und Schnee eingeschlossen, verbrachte er den Winter auf dem privaten Pelzhandelsposten Kansa-Post der Pelzhandelsfamilie Chouteaux aus St. Louis, nahe dem heutigen Kansas City, und arbeitete als Pelzzurichter und -packer.
Nach dem Eisgang auf dem Missouri kehrte er per Boot im Frühsommer 1824 nach St. Louis zurück, wo er auf Ashley traf, der ihn bereits für tot gehalten hatte. Beckwourth verlängerte seinen Dienst und ging mit auf eine für die Entwicklung des Westens einflussreiche Expedition. Ashley hatte eine Nachricht erhalten, nach der Jäger des Unternehmens unter der Leitung von Jedediah Smith im Februar 1824 mit Hilfe von Indianern der Cheyenne und Crow einen flachen und problemlos nutzbaren Pass über den Hauptkamm der Rocky Mountains gefunden hatten. Der South Pass ermöglichte den Zugang zu den bis dahin nur unter Strapazen und ohne Lasten erreichbaren und daher kaum erkundeten westlichen Rocky Mountains und ihren ergiebigen Biberbeständen. Letztlich eröffnete der Pass auch den Weg bis zum Pazifischen Ozean.
Ashley ging mit neuen Mitarbeitern in die Berge. Ein Teil der Männer ging unter der Leitung von Thomas Fitzpatrick den North Platte River aufwärts, um die Felle von Smith und seinem Team zu holen. Ashley, Beckwourth und andere hielten sich südlicher, um nach der Abteilung zu suchen, für die Beckwourth im letzten Herbst die Pferde beschaffen sollte. Sie fanden sie mit nahezu erschöpften Lebensmittelvorräten, aber gut gefüllten Felllagern. Einen Teil des Winters verbrachten sie in einem Lager der Pawnee, und Beckwourth beschreibt eine erfolgreiche Winterjagd der Indianer auf eine der großen Bisonherden. Im Frühling stiegen sie hinauf in die Berge und zum Green River jenseits des Kamms, an dessen Oberlauf sie für den Sommer das erste der künftig jährlich stattfindenden Rendezvous planten. Fitzpatrick und Ashley öffneten damit zwischen Sommer 1824 und Frühling 1825 den direkten Weg vom Missouri über die Rocky Mountains.
Das Rendezvous verlief sehr erfolgreich. Alle Trapper des Unternehmens kamen an einem Nebenfluss des Green Rivers zusammen, lieferten ihre Pelze ab und wurden dafür bezahlt. Außerdem bekamen sie Vorräte und Tauschgüter für die nächste Saison. Zu diesem ersten Rendezvous 1825 kamen nicht nur 91 eigene Trapper Ashleys, sondern auch einige Indianer der Cheyenne und Crow und sogar Pelzjäger der britischen Hudson’s Bay Company, die vertragsbrüchig wurden und ihre Felle den Amerikanern verkauften. In den folgenden Jahren entwickelten sich die Treffen schnell zu großen Zusammenkünften, bei denen auch Indianer der näheren und weiteren Umgebung eintrafen und ihre Felle zum Tausch anboten. Sie wurden mit verdünntem Whiskey, Glasperlen und bunten Textilien bezahlt; aus dieser Ausbeutung erwuchs der größte Gewinn. Außerdem wurden die Rendezvous zu orgienartigen Festen, was dazu führte, dass sich Geschlechtskrankheiten, besonders die Syphilis, unter den Mountain Men und den Indianern ausbreiteten.
Nach dem Treffen kehrte Ashley mit einem Teil seiner Männer, darunter Jedediah Smith und Beckwourth, und allen Pelzen der vergangenen Saison über den Bighorn River und den Yellowstone River auf der nördlichen Route zum Missouri zurück. Sie trafen dort auf eine Einheit der US Army, mit der sie auf dem Fluss Richtung St. Louis zurückfuhren.
Nach eigenen Angaben traf Beckwourth in St. Louis eine Frau wieder und verlobte sich mit ihr. Nach nur einer Woche in der Stadt habe ihm Ashley den Auftrag gegeben, mit einer Nachricht in die Berge zurückzukehren. Beckwourth stellt den Auftrag als eilig und gut bezahlt dar; er habe ihn angenommen, um sein kleines Vermögen zu vermehren und die Lebensbedingungen der künftigen Familie zu verbessern. Er sei erst mindestens zwölf Jahre später wieder nach St. Louis zurückgekehrt, einen Monat, nachdem die wartende Braut eine falsche Nachricht von seinem Tod erhalten und daraufhin einen anderen geheiratet habe. Dass die Erzählung zutrifft, ja dass es die Frau überhaupt gab, ist unwahrscheinlich. Beckwourths Kommentator verweist die gesamte Geschichte ins Reich der Fabel und unterstellt, dass Beckwourths Herausgeber sie entsprechend dem literarischen Geschmack der Zeit frei erfunden oder aus mehreren Teilen der Erzählung Beckwourths zusammengesetzt habe.
Jedenfalls kehrte Beckwourth in die Berge zurück. Hier kam es erstmals zu einem größeren Konflikt mit den Blackfoot-Indianern. Trotzdem eröffnete Beckwourth im Sommer einen temporären Handelsposten bei diesem gefürchteten Volk. Er zog bei ihnen als Repräsentant des Pelzhandelsunternehmens ein, begutachtete ihre Pelze und entschied über den Preis.

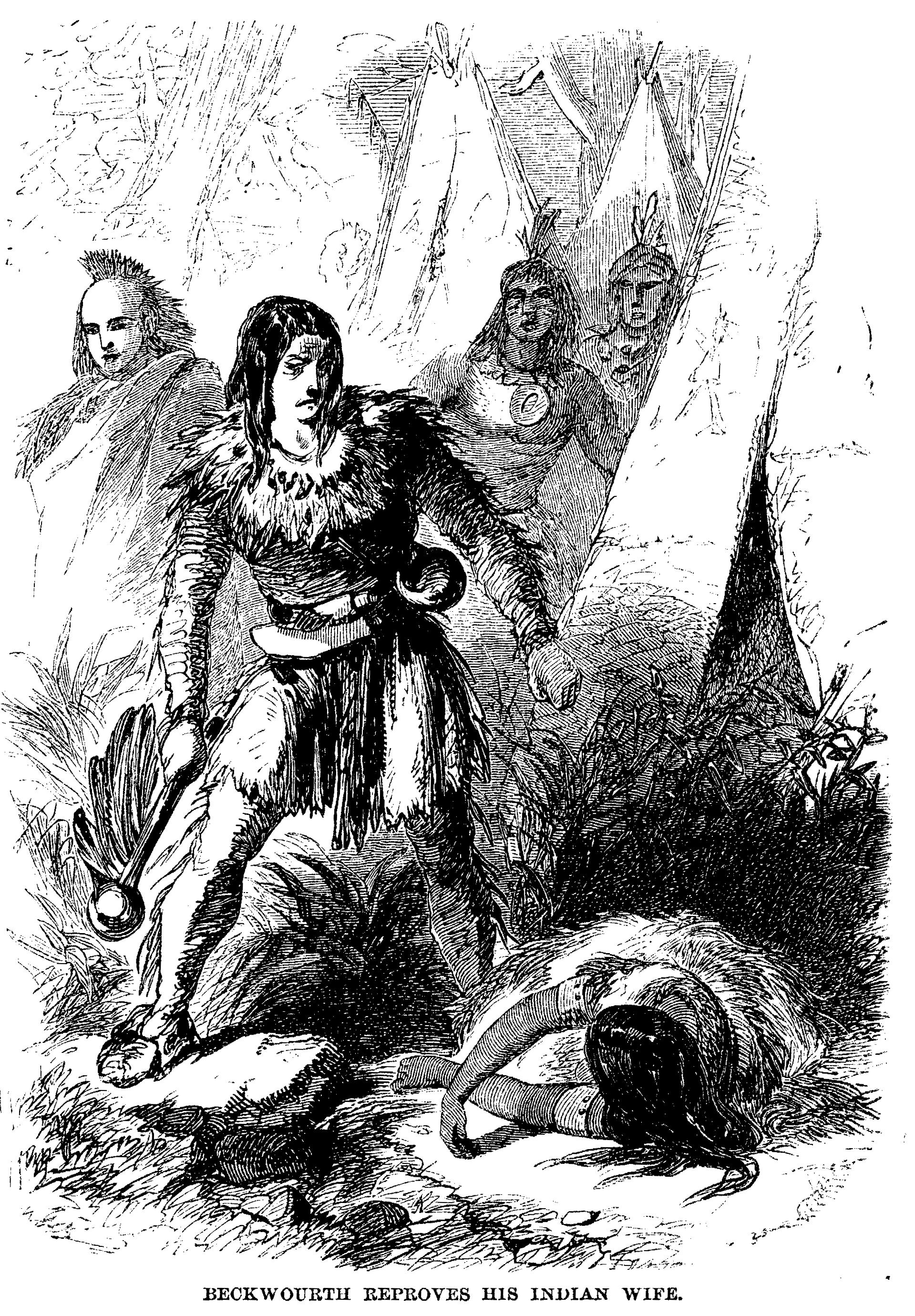
Beckwourth schlägt seine Frau nieder – Illustration der Erstausgabe

Spätestens ab diesem Zeitpunkt war Beckwourths äußeres Erscheinungsbild nicht mehr von dem eines Indianers zu unterscheiden. Er kleidete sich indianisch, schmückte sich wie die Indianer und trug seine langen, schwarzen Haare nach indianischem Stil. Der Wahrheitsgehalt seines Berichtes über das Leben im Dorf der Blackfoot ist umstritten. Nach eigenen Aussagen maßen die Indianer ihm als Agenten der Pelzhändler eine solche Bedeutung bei, dass ihm die Tochter eines Häuptlings angeboten wurde und er mit ihr zusammenlebte. Als die Indianer wenige Tage später drei Skalps weißer Jäger in das Dorf brachten und einen traditionellen Siegestanz begannen, verbot Beckwourth seiner Frau, an der Feier teilzunehmen. Als sie trotzdem mittanzte, schlug er sie mit seinem Kriegsbeil nieder. Laut der Erzählung Beckwourths hielten alle die Frau für tot, aber anstatt über den Täter herzufallen, gab der Häuptling seiner Tochter die Schuld, und damit nicht genug übergab er Beckwourth sofort die jüngere Schwester der Frau. Nachdem sich in der Nacht herausgestellt hatte, dass die erste Tochter noch am Leben war, verbrachte Beckwourth den Rest seines Aufenthaltes mit beiden Frauen gemeinsam. Die Blackfoot als matrilineare Gesellschaft kannten die Ehe des Witwers mit der unverheirateten Schwester einer verstorbenen Frau (Sororat) und auch die Polygynie, so dass dieser Bericht zutreffen kann. Nach nur zwanzig Tagen war der Handel abgeschlossen, und Beckwourth brach mit den angekauften Biberpelzen und einigen erworbenen Pferden zum Rendezvous auf. Seine beiden Frauen ließ er zurück.
Beim Rendezvous 1826 verkaufte Ashley das Unternehmen an seine bisherigen Captains Jedediah Smith, Tom Fitzpatrick und William Sublette, und Beckwourth schildert in der Folge ausführlich, wie eng er mit Sublette zusammengearbeitet habe. Die weiteren Erzählungen über seine Abenteuer lassen sich nicht verifizieren. Er berichtet von blutigen Schlachten, wobei die Zahlen der angeblich beteiligten Indianer grotesk übertrieben sind. Er berichtet über eine Flucht zu Fuß, die ihm als Langstreckenlauf auf Leben und Tod gelungen sei. Dabei schöpft er erkennbar aus der an den Lagerfeuern wieder und wieder erzählten Geschichte, wie John Colter 1808 am Yellowstone River über etwa zehn Kilometer den Blackfoot davonlief. Bei Beckwourth sind es schon über 150 km (95 Meilen), die er innerhalb eines Tages gerannt sein will, verfolgt von nicht weniger als zwei- bis dreihundert Indianern, während „ihre Kugeln an mir vorbeizischten, ihre Schreie schmerzhaft in meinen Ohren klangen und ich beinahe das Messer fühlen konnte, das einen Kreis um meinen Schädel beschrieb“.
Nicht nur Beckwourth selbst erzählte diese und andere Abenteuer an den Lagerfeuern. Auch andere ließen sich etwas einfallen, um ihre Zuhörer zu unterhalten. Dem Trapperkollegen Caleb Greenwood wird zugeschrieben, er habe als erster von einer indianischen Herkunft Beckwourths erzählt. Auf dem Rendezvous 1826 soll er geschildert haben, dass Beckwourth eigentlich das Kind eines Crow-Häuptlings sei, das als Baby bei einem Überfall der Cheyenne geraubt und an eine weiße Familie verkauft worden sei. Die Geschichte sprach sich sofort unter den Trappern und den verschiedenen Indianervölkern auf dem Rendezvous herum und ihr wurde angesichts Beckwourths Aussehen und Auftreten weithin Glauben geschenkt.

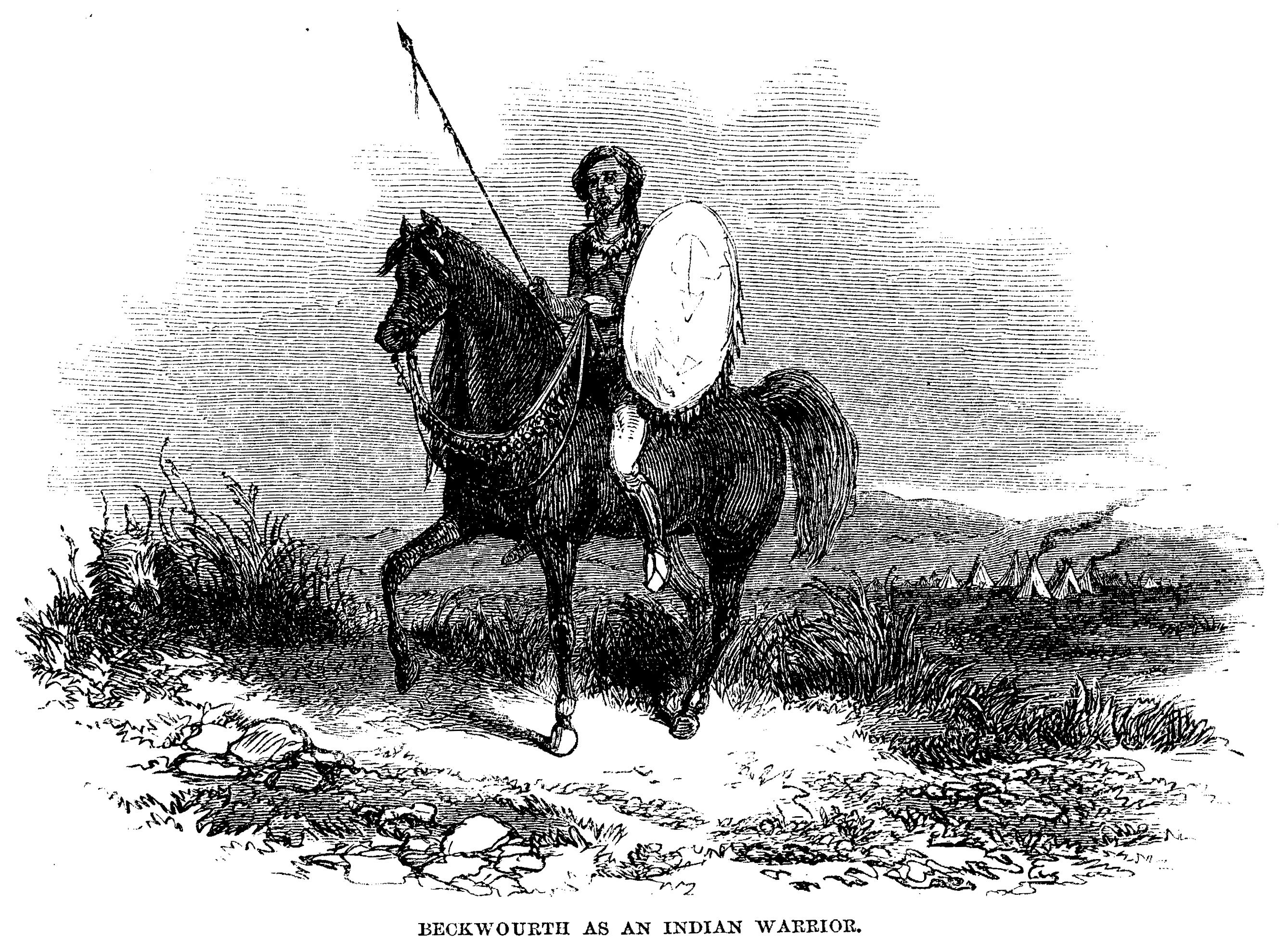
Beckwourth als indianischer Krieger – Illustration der Erstausgabe

### Kriegshäuptling der Crow-Indianer
Für die Herbstjagd desselben Jahres ging Beckwourth mit einer Trappergruppe unter der Leitung von Jim Bridger und Robert Campell an den oberen Snake River rund um den Gebirgszug der Teton Range. Die Region war gefährlich, weil dort die Jagdgebiete dreier großer Indianervölker zusammenstießen, der Crow, der Blackfoot und der Nördlichen Shoshonen. Er erzählt, dass er dort von einer Schar Crow-Indianer gefangen genommen und in ihr Dorf gebracht wurde. Bewohner des Dorfes erkannten ihn und kannten die Geschichte von seiner Geburt als Crow, er wurde vom Stamm willkommen geheißen und von einer Familie als vermeintlicher Sohn wiedererkannt. Er wurde nach seiner Darstellung sofort mit der Tochter eines angesehenen Häuptlings verheiratet. Zunächst will Beckwourth seinen Status nur als vorteilhaft für seine Pelzjagd angesehen haben, doch er beteiligte sich von Anfang an an den Aktivitäten seiner neuen Verwandten und ging mit ihnen auf Raubzüge. Entgegen seiner eigenen Darstellung der Überfälle mit vierzig bis mehreren hundert Kriegern und strikter Hierarchie sind vier, fünf oder allenfalls zehn Mann wahrscheinlicher, selbst große Gruppen dürften kaum je über 50 Krieger umfasst haben. Man schlich sich zum Nachbarn oder zu durchziehenden Gruppen anderer Völker und versuchte Pferde zu erbeuten, vielleicht auch Skalps. Über größere Entfernungen brachen sie nur auf, wenn es um ganze Pferdeherden ging.

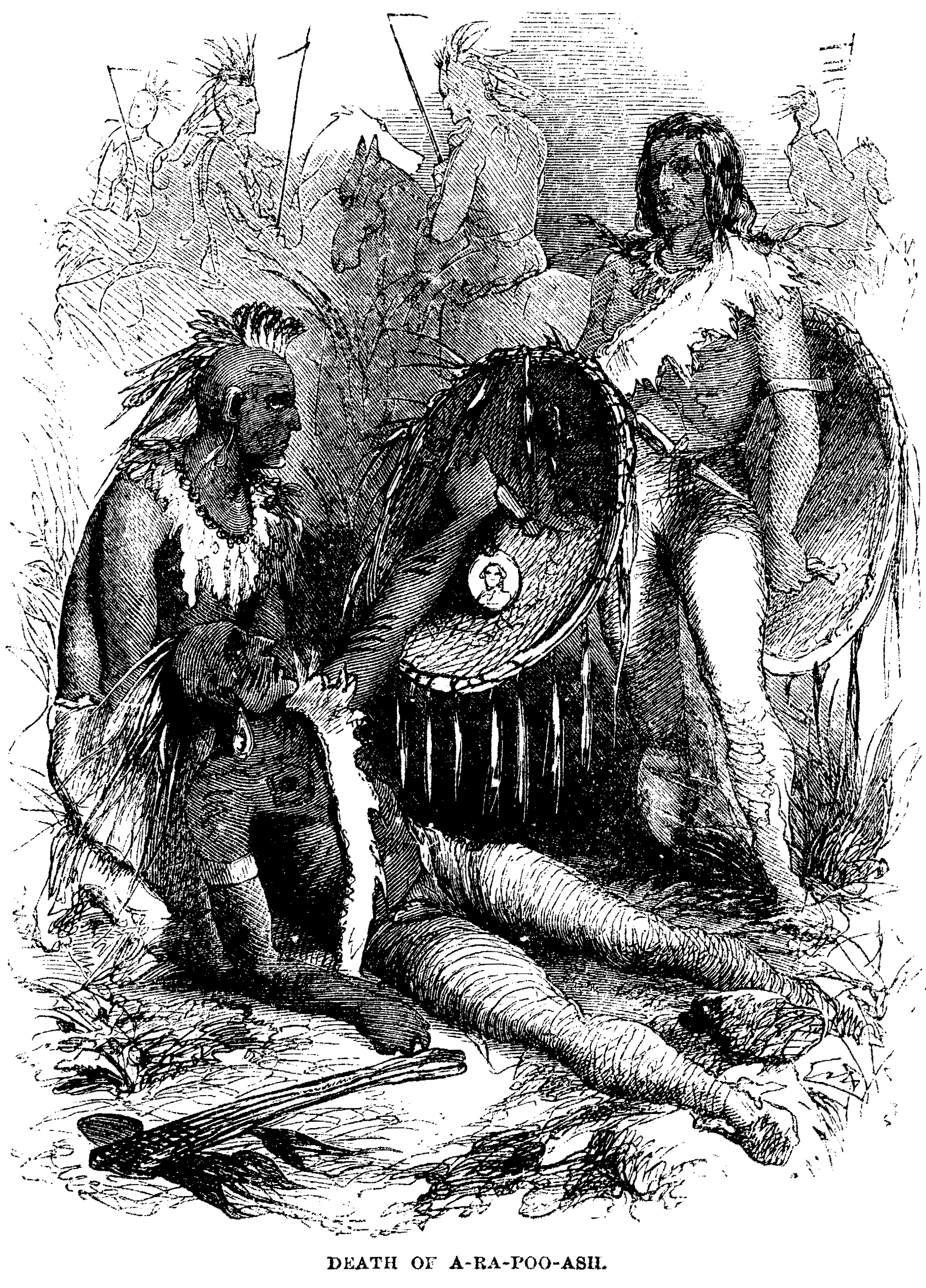
Nach dem Tod von Arapooish wird Beckwourth Kriegshäuptling der Crow – Illustration der Erstausgabe

Schon bei seinem ersten Überfall gelang es Beckwourth, einen Gegner per sogenanntem Coup im Nahkampf zu besiegen. Damit hatte er nach dem Verständnis der Crow den Status eines Kriegers erreicht. Bei weiteren Kämpfen zeichnete er sich so aus, dass er als Häuptling akzeptiert wurde. Das war keine seltene Führungsfunktion, alle erfahrenen Krieger waren Häuptlinge. Außergewöhnlich ist, dass er nach eigenen Angaben weiter in den Kriegsrat des gesamten Volkes aufstieg. Schließlich soll Häuptling Arapooish unmittelbar vor seinem Tod Beckwourth als seinen Nachfolger in der Funktion des obersten Kriegshäuptlings benannt haben. Im weiteren Verlauf werden Kriegszüge und kleinere Gefechte mit den Assiniboine, Lakota, Cheyenne, Comanchen und den als besonders gefährlich geltenden Arikaree sowie den traditionellen Feinden der Crow, den Blackfoot, geschildert. Kontakte gibt es darüber hinaus zu den Nördlichen Shoshonen und den Kiowa. Immer stellt Beckwourth sich selbst als zentrale Figur aller Aktivitäten des Volkes dar.
Der Lebens- und Aktionsraum der Crow erstreckte sich entlang der Ostflanke der Rocky Mountains zwischen den Flusssystemen des North Platte Rivers und dem Oberlauf des Missouri Rivers und seinen Nebenflüssen und damit auf große Teile der heutigen US-Bundesstaaten Wyoming und Montana.
Mit Beckwourths Aufstieg war verbunden, dass er mindestens eine weitere Frau heiratete; auch das war in der matrilinearen Gesellschaft der Crow ein normales Verhalten für einen Krieger. Von diesen Frauen ist nur die little wife genannte Tochter eines hochrangigen Crow näher erwähnt. Mit ihr hatte Beckwourth das einzige in seinen Lebenserinnerungen erwähnte Kind. Die Crow fanden mehrere Namen für ihn: Morning Star (Morgenstern), Bloody Arm (Blutige Hand), Medicine Calf (Medizin-Kalb) und Enemy of Horses (Feind der Pferde). Er stellt es als sein Verdienst dar, dass die Crow das größte Volk waren, das den Weißen durchgehend freundlich gesinnt war. Zwar raubten auch sie Trapper konkurrierender Unternehmen aus und stahlen Pferde von allen Fremden in ihrem Gebiet, aber kein weißer Mann soll zu Beckwourths Zeiten durch einen Crow getötet worden sein.
Er ging weiterhin auf Pelzjagd, verkaufte aber nicht mehr an seine früheren Partner, sondern er und die Crow brachten ihre Felle zu Handelsposten der American Fur Company, dem wichtigsten Konkurrenten von Smith, Fitzpatrick & Sublette. Mit Kenneth McKenzie, einem der berühmtesten Pelzhändler der American Fur Company, arbeitete er eng zusammen und wurde zum Agenten des Unternehmens bei den Crow. Im Auftrag und auf Rechnung der Company errichtete er ein Fort an der Mündung des Bighorn River im heutigen Montana und trieb Handel mit den verschiedenen Gruppen der Crow und anderer befreundeter Völker. Er erhielt von der Pelzhandelsgesellschaft ein Jahreseinkommen von $3000, was dem Leiter eines Handelspostens entspricht. Die Gesellschaft unterstützte Beckwourth und die Crow auch mit Waffen bei einem besonders umfangreichen Feldzug gegen die Blackfoot, die vertraglich mit der Hudson’s Bay Company zusammenarbeiteten und damit Konkurrenten der American Fur Company waren.
In Beckwourths Lebenserinnerungen nimmt seine Zeit als Häuptling der Crow den größten Raum ein; knapp die Hälfte des Buches befasst sich mit diesen acht oder neun Jahren. Er beschreibt Kampftechniken, das Leben im Dorf, Sitten und Gebräuche des Familienlebens, Streitschlichtung und das Verhältnis zu anderen Völkern der Region. Mehrfach nähert er sich dem Thema Mythologie und Religion, macht hierzu aber nie Aussagen, die über Allgemeinplätze hinausgehen. Den Wettstreit zwischen zwei totemistischen Kriegerbünden der Crow stellt er als Konkurrenz zwischen Kriegern um Ehre und Stellung im Volk dar. Beim Bau einer Medizinhütte beschreibt er den groben Ablauf ritueller Handlungen, erwähnt aber keine kultischen Hintergründe.
Anfang 1837 suchte Beckwourth den Handelsposten Fort Union der American Fur Company auf, rechnete mit dem dortigen Leiter ab und bestieg ein Boot, das ihn auf dem Missouri nach St. Louis brachte. Seinen Worten zufolge war er unzufrieden mit dem Leben in der Wildnis; er war in die Berge gegangen, „um einen jugendlichen Durst nach Abenteuer“ zu stillen. „Doch was habe ich vorzuweisen für so viel verschwendete Energie und eine solche Sammlung gnadenloser Taten?“ Nach erhaltenen Unterlagen des Unternehmens sollte er allerdings für die folgende Saison nicht mehr eingestellt werden, da er die Interessen der Company nicht ausreichend vertreten habe. In St. Louis hatte sich in den mindestens zwölf Jahren seiner Abwesenheit viel verändert. Sein Vater war nach Virginia zurückgekehrt und dort gestorben, seine Brüder waren fortgezogen, nur zwei Schwestern traf er wieder. Auch beschreibt er seine Begegnungen mit William Henry Ashley, Thomas Fitzpatrick und William Sublette.
Im Sommer kehrte er nochmals kurz in die Berge und zu den Crow zurück. Nach eigener Darstellung verhinderte er einen groß angelegten Kriegszug aller Crow gegen die Weißen. Doch der Aufenthalt war nur kurz. Nach fünf Monaten ging er zurück nach St. Louis.

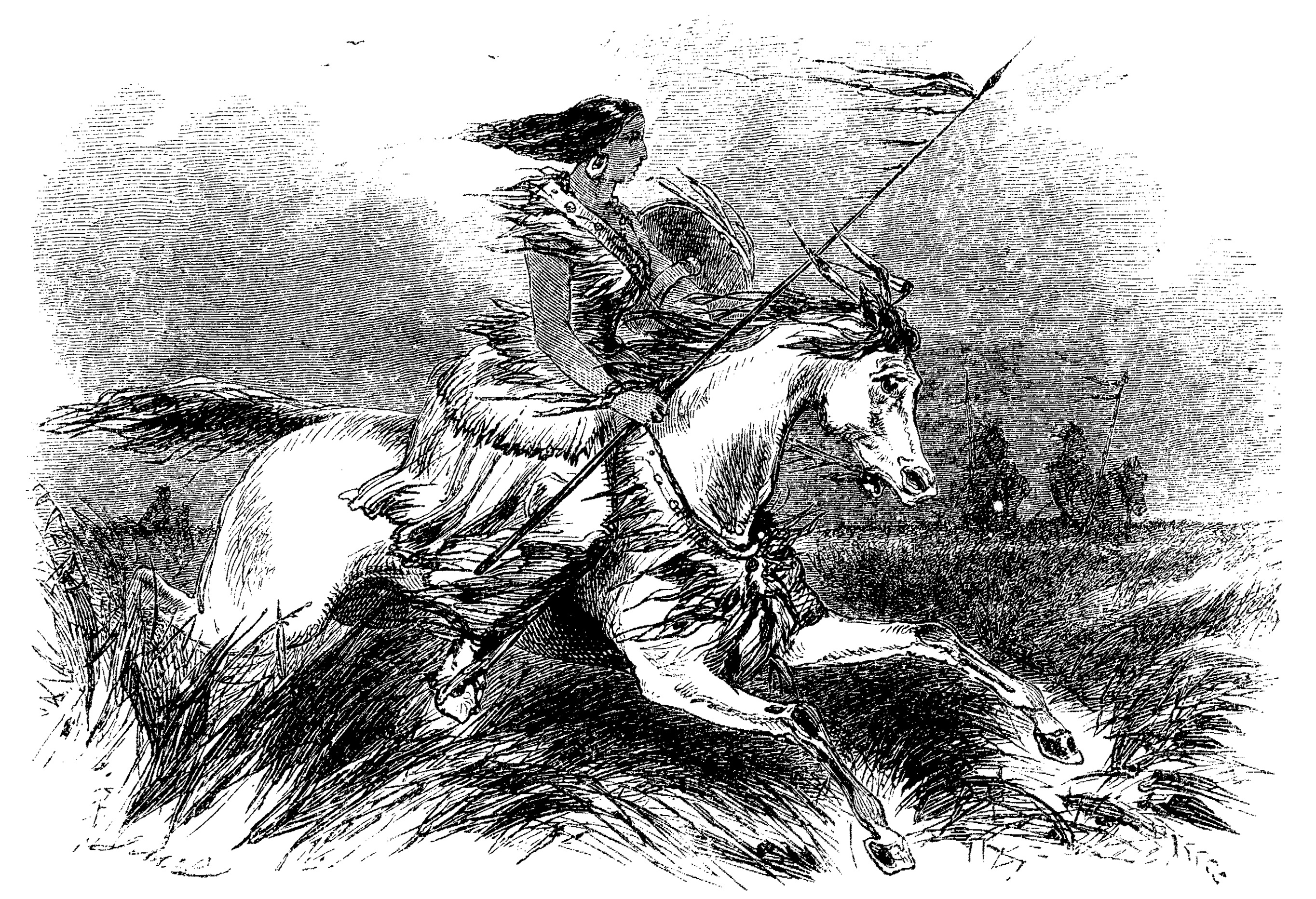
Pine Leaf, die indianische Heldin – Illustration der Erstausgabe

Auch während des Aufenthalts bei den Crow gibt es in Beckwourths Buch eine romantische Liebesgeschichte. Obwohl er schon mit mehreren Frauen verheiratet war, richtete Beckwourth nach eigenen Darstellungen sein Interesse auf eine herausragend geschilderte junge Indianerin namens Pine Leaf (Kiefernnadel). Als sie zwölf Jahre alt war, schwor sie, nicht zu heiraten, bevor sie nicht den Tod ihres Bruders gerächt hätte, indem sie eigenhändig einhundert Feinde tötete. Zur Frau herangewachsen, wird sie von Beckwourth als außergewöhnliche Kriegerin ihres Volkes geschildert. Mit und neben ihr bestand er unzählige blutige Kämpfe, aber immer wies sie seine Avancen zurück. In diesem Abschnitt finden sich mehrere der wenigen komischen Stellen seiner Erzählung. Auf die Frage, wann sie ihn heiraten werde, antwortet sie einmal: „Wenn die Kiefernnadeln sich gelb färben“, und Beckwourth macht sich nach eigenen Angaben Hoffnungen auf den nächsten Herbst, bis ihm auffällt, dass Nadelbäume sich nicht umfärben. Beim zweiten Anlauf versprach sie, ihn zu heiraten, wenn er „eine rothaarige Indianerin“ finden werde. Auch diese Romanze fand kein glückliches Ende. Nach Beckwourths Rückkehr zu den Crow war sie endlich überzeugt von seinen Qualitäten und versprach, ihn zu heiraten. Doch er löste sich da bereits aus dem Dasein als Mountain Man, fünf Wochen später verließ er die Berge, die Crow und seine Braut. Diese Figur ist nicht erfunden, sie wird 1856 unter dem Namen Woman Chief (Weiblicher Häuptling) als Kriegerin der Crow von Edwin T. Denig beschrieben, einem Chronisten der Indianer am Oberlauf des Missouri. Die von Beckwourth geschilderten Details konnten jedoch nicht überprüft werden.

### Soldat in Florida
In St. Louis suchte die US-Armee gerade Trapper und Mountain Men, um sie als Freiwillige für den zweiten Krieg gegen die Seminolen zu rekrutieren, der seit 1835 in Florida geführt wurde. Beckwourth meldete sich auf Anraten von William Sublette zu den Missouri Volunteers und wurde per Schiff auf dem Mississippi nach New Orleans und von dort über den Golf von Mexiko nach Tampa verlegt. In seinen Erinnerungen schildert er sich als Meldereiter, der durch alle nur denkbaren Gefahren hindurch immer zur rechten Zeit am rechten Ort ist, um militärisch entscheidende Botschaften zu überbringen. Daneben diente er nach eigener Aussage als Kundschafter und griff mehrfach in Kampfhandlungen ein. Die Soldbücher der Freiwilligen-Einheiten aus Missouri sind erhalten; danach war James Beckwourth kein Soldat. Er war aber für einige Monate als ziviler Wagenmeister im Tross angestellt.

### Handel mit Indianervölkern, Mexiko und Kalifornien
Im Frühsommer 1838 war Beckwourth wieder in St. Louis und arbeitete für Indianerhändler im Handelsposten Fort Velasques am Arkansas River. Obwohl die Cheyenne, das wichtigste Volk der Region, mit den Crow verfeindet waren und sie seinen Rang als ehemaliger Kriegshäuptling kannten, baute er freundschaftliche Beziehungen zu ihnen auf, die er nutzte, als er 1840 zum größten Handelshaus Bent–St. Vrain wechselte. Er arbeitete während der Sommersaison im damals noch zivilen Handelsposten Fort Laramie am North Platte River im heutigen südöstlichen Wyoming. Später im Jahr ging er nach Süden ins mexikanische Nuevo Mexico und gründete mit einem früheren Bekannten zusammen ein eigenes Handelsgeschäft.
Im Oktober 1842 heiratete er Luisa Sandoval, eine junge Spanierin aus Taos. Mit ihr und einigen anderen unabhängigen Händlern baute er den Handelsposten Pueblo am oberen Arkansas River auf und trat damit in direkte Konkurrenz zu seinen früheren Arbeitgebern Bent und St. Vrain und deren Posten Bent’s Old Fort. Mit den Erlösen aus der Saison 1843 plante er, in den Handel auf dem Santa Fe Trail mit der Hauptstadt von Nuevo Mexico einzusteigen. Doch der Gouverneur Armijo schloss kurz vor Beckwourths Ankunft die Grenzen für alle Händler. Einerseits waren die Konflikte zwischen den Vereinigten Staaten und Mexiko über die Unabhängigkeit der Republik Texas eskaliert, andererseits waren im Frühsommer 1843 250 amerikanische Wagen mit Handelsgütern im Wert von rund $450.000 eingetroffen und hatten die lokale spanische Wirtschaft dominiert. Nachdem Beckwourth seine Waren in Santa Fe nicht absetzen konnte, beschloss er, auf dem Old Spanish Trail ins ebenfalls mexikanische Kalifornien weiterzuziehen. Im Januar 1844 traf er in Pueblo de Los Angeles im heutigen Stadtgebiet von Los Angeles ein und konnte seine Waren erfolgreich verkaufen.

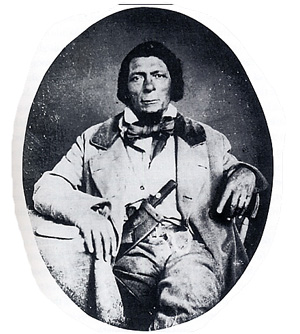
Beckwourth 1855 in Kalifornien

### Kalifornien
Bis 1846 blieb Beckwourth in Kalifornien; möglicherweise pendelte er auch als Händler zwischen dem Arkansas River und Oberkalifornien. Nach eigenen Aussagen war er an der Bear Flag Revolution, dem ersten Aufstand amerikanischer Siedler gegen die mexikanische Obrigkeit, beteiligt. Als er vom Ausbruch des Mexikanisch-Amerikanischen Krieges hörte, kehrte er mit einigen Kollegen in die Vereinigten Staaten zurück. Sie fingen vorher nach Beckwourths Angaben noch 1800 mexikanische Pferde ein und brachten sie als Kriegsbeute mit. In der Folge arbeitete er nachweislich als Meldereiter und Dolmetscher, vielleicht auch als Kundschafter für die US-Armee und beschaffte bei den Indianervölkern gestohlene Pferde der Armee wieder. Aufgrund seiner früheren Aktivitäten bei den Crow wurde diese Tätigkeit von einigen Chronisten missverstanden; sie beschuldigten ihn des professionellen Pferdediebstahls. 1847 war er an der Niederschlagung des Aufstands der indianischen Bevölkerung von Taos gegen die amerikanische Militärverwaltung beteiligt, bei dem sein früherer Arbeitgeber Charles Bent als Interims-Gouverneur erschlagen worden war. Kurzzeitig arbeitete er als Kurier der Armee auf dem Santa Fe Trail zwischen Santa Fe und Fort Leavenworth.
Ab 1848 blieb er in Kalifornien. Zunächst war er wieder Kurier für die Armee-Verwaltung in Monterey. Als 1848/49 der Kalifornische Goldrausch begann, eröffnete er ein Handelsgeschäft in Sonoma. Er konnte das Geschäft erfolgreich verkaufen und ging nach Sacramento, wo er als Glücksspieler vorwiegend von Monte lebte. Ende 1849 hielt er sich kurz in den Goldfeldern von Placerville am American River auf. Ob er selbst nach Gold grub, ist unbekannt.
Ab April 1850 lebte er in den Bergen der Sierra Nevada oberhalb der Goldfelder und baute an einer Straße durch die Berge über den von ihm entdeckten Beckwourth Pass, einen der niedrigsten Gebirgspässe der Sierra. Seine als Beckwourth Trail bezeichnete Route führte vom Pyramid Lake und dem Truckee River auf der Ostseite des Gebirges im heutigen Nevada über den Pass und zwischen zwei Seitenarmen des Feather Rivers zu den Goldfeldern und Siedlungsgebieten Nord-Kaliforniens. Sie konnte Goldsuchern und Siedlern auf dem Weg vom Osten der Vereinigten Staaten ins verheißungsvolle Kalifornien rund 150 Meilen (240 km) Wegstrecke und mehrere anstrengende Anstiege ersparen, darunter den Donner Pass.
Finanzieren sollten den Straßenbau die Geschäftsleute der Ortschaften, die durch Beckwourths Straße erschlossen wurden. Der Bürgermeister von Marysville bürgte schließlich für die Gesamtsumme. Ende Juli/Anfang August 1851 rollten die ersten Wagen über die neue Straße. Doch weil Marysville am 31. August und am 10. September 1851 zweimal schwer durch Feuer beschädigt wurde, war die Stadt zahlungsunfähig.
Später im selben Jahr traf Beckwourth erstmals den korrupten Friedensrichter Thomas D. Bonner. Im Frühling 1852 eröffnete Beckwourth mit seinem letzten Geld eine Ranch mit einem kleinen Hotel und Handelsposten in der Sierra Nevada an seiner Straße, aus dem sich der heutige Ort Beckwourth entwickeln sollte. Bonner verbrachte dort den Winter 1854/55, und Beckwourth erzählte ihm aus seinem Leben. Bonner notierte die Erzählungen, überarbeitete sie im Laufe des Jahres 1855 und bot sie dem Verlag Harper & Brothers, den Herausgebern des Harper’s Magazine, an, wo sie 1856 erschienen. Beckwourth, dem laut Vertrag mit Bonner 50 % der Tantiemen zustanden, erfuhr davon zunächst nichts. Erst einige Jahre später versuchte er vergeblich, seinen Anteil bei Bonner einzutreiben. 1856 versuchte Beckwourth noch einmal, die Kosten des Straßenbaus in Marysville ersetzt zu bekommen, aber ohne Erfolg: Die Stadt war nach dem Abflauen des Goldrausches deutlich geschrumpft, der frühere Bürgermeister nicht mehr in der Region als Zeuge greifbar und der Stadtrat bestritt jede Zahlungsverpflichtung.

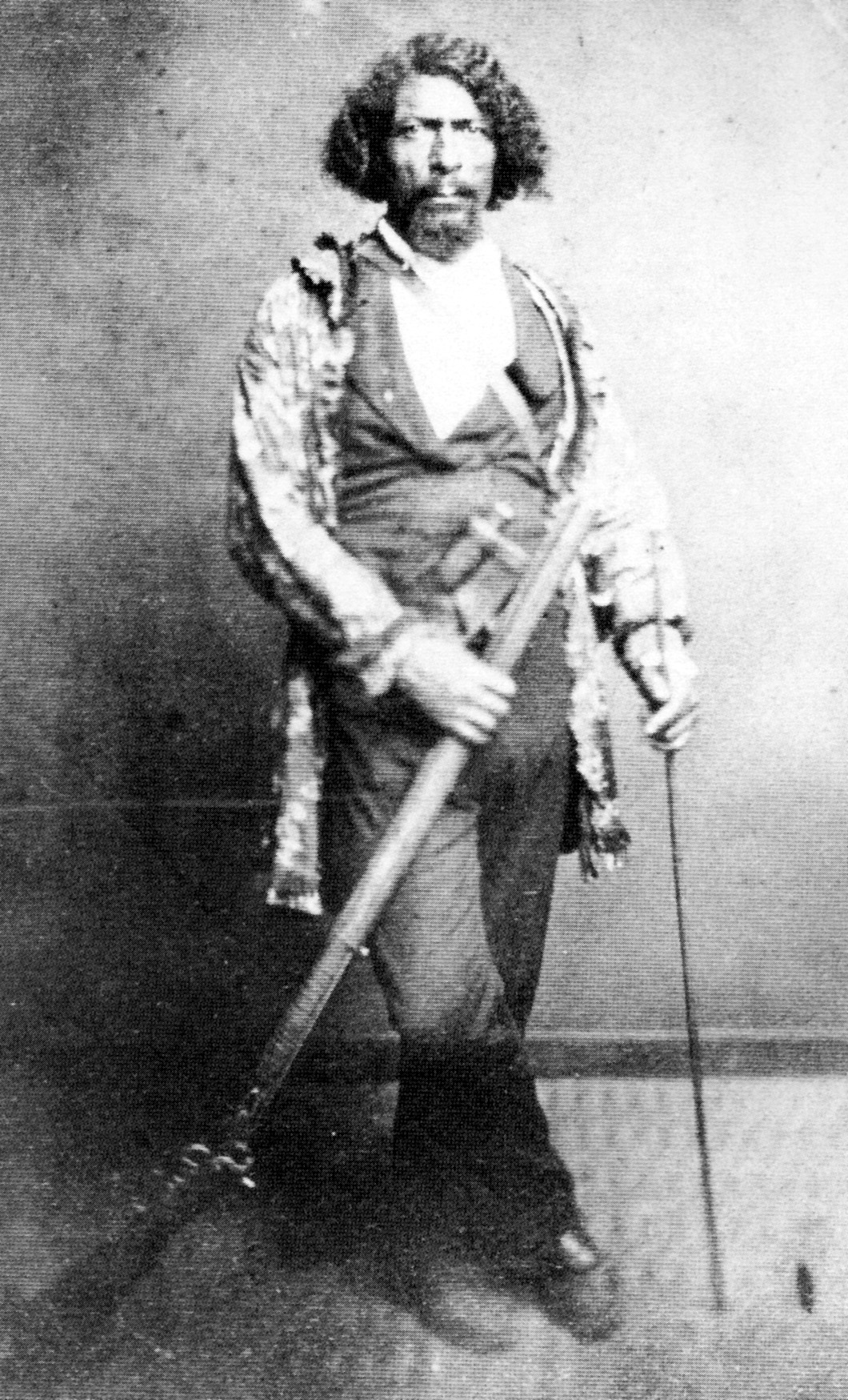
Daguerreotypie: Beckwourth wahrscheinlich in Denver, ca. 1860

### Rückkehr in den Osten
Im November 1858 ist Beckwourths Aufenthalt in Kalifornien zum letzten Mal nachweisbar. Im August 1859 berichteten die Zeitungen in Kansas City von der Rückkehr des Sohnes des Bundesstaates Missouri. Doch es hielt ihn nicht lange in den Great Plains. Noch im selben Jahr ging er in die kürzlich gegründete Stadt Denver unterhalb der Rocky Mountains. Er leitete dort einen Laden mit Saloon des Handelsunternehmens A. P. Velasquez & Company, gegründet von einem Verwandten seines ehemaligen Arbeitgebers Louis Velasquez. Für das Unternehmen arbeitete zur selben Zeit auch sein früherer Trapperkollege Jim Bridger. Welche Wertschätzung Beckwourth als Händler genoss, zeigt sich an seinem Gehalt von $75 im Monat gegenüber $25 für Bridger. Außerdem wurde er vom Stadtrat als local agent für Kontakte zu den Indianern berufen. Er sollte sich um die Angelegenheiten aller Indianer kümmern, die die Stadt für Handel oder andere Zwecke besuchten. 1860 heiratete er Elisabeth Ledbetter, eine deutlich jüngere schwarze Frau. Ihr einziges Kind starb im Sommer 1864 im Alter von einem Jahr und acht Monaten; kurz darauf trennte sich Beckwourth von seiner Frau und zog mit einer Crow-Indianerin an den South Platte River außerhalb der Stadt.
Im Sommer 1864 hatten Bürger Denvers als Reaktion auf die wachsenden Konflikte mit den Indianern, besonders den Cheyenne, das Dritte Regiment der Colorado Volunteers gegründet. Ein kleiner Goldrausch hatte die Stadt stark wachsen lassen, und die vielen Weißen drängten die Indianer aus ihren bevorzugten Lebensräumen. Diese wehrten sich mit gelegentlichen Überfällen auf Vororte. Die reguläre US-Armee war durch den Sezessionskrieg im Osten gebunden, daher wurden überall im Westen Freiwilligen-Verbände aufgestellt, in Denver galt de facto Kriegsrecht. Beckwourth wurde von Colonel John M. Chivington, dem Kommandeur der Truppe, verpflichtet, sich trotz seines hohen Alters von weit über sechzig Jahren noch einmal als Kundschafter zur Verfügung zu stellen. So führte Beckwourth unfreiwillig die schlecht ausgebildeten und undisziplinierten Truppen am 29. November 1864 zu einem bereits in der Winterruhe lebenden gemeinsamen Dorf der Cheyenne und der Arapaho. Das folgende Sand-Creek-Massaker war eines der grausamsten Kriegsverbrechen der Indianerkriege und löste eine detaillierte Untersuchung des US-Kriegsministeriums aus.
Die Cheyenne kündigten Beckwourth im Januar 1865 wegen seiner Beteiligung am Massaker die Freundschaft, so dass er nicht mehr mit ihnen Handel treiben konnte. In diesem Jahr und dem folgenden Winter versuchte er sich noch einmal als Trapper. Als seine Trappergruppe Ende des Winters von Blackfoot angegriffen wurde, konnte er zwar sein Leben retten, verlor aber die gesamte Ausrüstung und fast alle Felle der Saison.
Im Sommer 1866 stellte die Armee ihn nochmals als Kundschafter an, erst in Fort Laramie, dann weiter auf dem Bozeman Trail in Fort Phil Kearny in Wyoming. Hier traf er wieder auf Jim Bridger, der mit ihm zusammenarbeitete. Am 1. September rückte er in einen Außenposten im Gebiet der Crow vor, Ende Oktober besuchte er ein Dorf seines ehemaligen Volkes, wo er mit Nasenbluten zusammenbrach. Er starb wenige Tage später am 29. Oktober 1866.

## Bedeutung Beckwourths und seiner Lebenserinnerungen
Die Rolle Beckwourths und der Wert seines Buches wurden kontrovers diskutiert. Das Buch Beckwourths erschien 1856 im Verlag Harper & Brothers gleichzeitig in New York und London und wurde im Harper’s Magazine ausführlich vorgestellt. 1860 erschien eine französische Übersetzung in Paris. 1892 erschienen gekürzte und entstellende Nachdrucke wieder gemeinsam in New York und London. Trotz der weiten Verbreitung weigerten sich die Chronisten des Wilden Westens, Beckwourths Erinnerungen ernst zu nehmen. Francis Parkman kannte Beckwourth schon aus den Lagerfeuergeschichten, die er 1849 in seinem Buch über den California und den Oregon Trail kolportiert hatte. Damals schrieb er über Beckwourth, er sei „ein Grobian erster Güte, blutrünstig und falsch, ohne Ehre oder Ehrlichkeit; so jedenfalls der Charakter, den er in der Prärie zeigt. Jedoch in diesem Fall versagen die üblichen Regeln der Charakterbeschreibung, denn obwohl er einen Mann im Schlaf töten mag, leistet er auch wagemutigste Verzweiflungsakte.“ Hiram M. Chittenden kommt in seinem bis heute maßgeblichen Standardwerk über den Pelzhandel aus dem Jahr 1902 zu einem nur wenig freundlicheren Urteil. Beckwourth ist bei ihm ein „beachtlicher Verdreher der Wahrheit“ und zu seinem Buch schreibt er: „Das ganze Werk ist durchsetzt mit Fabeln und enthält wahrscheinlich nicht eine einzige Aussage, die korrekt angegeben ist.“ Andererseits hält er das Buch für „hilfreich in der Überprüfung von Aussagen anderer.“
In den Jahren nach dem Ersten Weltkrieg richtete sich das Interesse amerikanischer Historiker auf die eigene Geschichte und erste fundierte Geschichtswerke über den Wilden Westen erschienen. Hier kam Beckwourth besser davon; Cecil Alder stellte fest, dass Beckwourths Schilderung zutreffend sei, wo immer er Beckwourths Darstellung an anderen Berichten überprüfen konnte, mit Ausnahme der Übertreibung eigener Heldentaten. Auch Harrison Clifford Dale kam nach Prüfung des ersten Teils des Buches zum Ergebnis, dass Beckwourth Daten und Zahlen elendig verstümmele, wie es für einen Gedächtnisbericht aus einem erfüllten Leben dreißig Jahre später entschuldbar sei. Auch vertausche er die Abfolge einiger Ereignisse aus demselben Grund und füge frei erfundene dramatische Schilderungen ein, die in edler Weise den Heldenmut James Beckwourths beleuchten. Im Kern aber akzeptierte Dale die Erinnerungen als zuverlässig und hatte keine Bedenken, seine Darstellung William Henry Ashleys auf Beckwourth zu stützen.
Die Verfasserin der ausführlichsten Biographie Beckwourths, Elinor Wilson, verweist mehrfach auf das große Vertrauen, das seine Geschäftspartner in Beckwourth setzten. Als Pelzhändler und später als Hotelier, Gastwirt und store keeper ging er mit großen Vermögenswerten seiner Auftraggeber und Partner um. Erhaltene Unterlagen der Pelzhandelsgesellschaften zeigen seine Korrektheit in den Abrechnungen und die überdurchschnittliche Bezahlung, die er dafür erhielt. Doch wegen seiner Fabulierfreude am Lagerfeuer und seinen großspurigen Erinnerungen als gaudy liar (grotesker Lügner) abgestempelt, wurde es für viele Autoren über den Wilden Westen zum Stereotyp, Beckwourth in einer Nebenrolle für den Comic Relief einzusetzen und nicht als eigenständige Person darzustellen.
Bernard DeVoto, selbst Chronist des Wilden Westens und Beckwourths Kommentator im Nachdruck des Buches 1931, kommt zu dem Schluss, dass Beckwourth „in drei Dingen völlig unzuverlässig ist: Zahlen, Liebesgeschichten und der eigenen Bedeutung.“ Er stuft Beckwourths Buch weder als Geschichtswerk noch als Dichtung ein. „Es gehört zu einem edleren Genre: es ist Mythologie“. In den Anfängen des Westens, beim Aufbruch in die Wildnis „erwachten Odysseus Smith und Siegfried Carson mit ihrem Sekundanten Fitzpatrick für ein paar Jahre zum Leben“. Und mit dem Vorrücken der Zivilisation wurden sie selbst in das Reich der Fabeln verwiesen. „Als die Wagenkolonnen über gebahnte Wege zogen, gab es keine Spuren mehr von den Halbgöttern, die diese Wege eröffnet hatten“. Beckwourth ist für ihn eine dieser mythischen Figuren. Aber DeVoto geht noch weiter in seiner Verteidigung Beckwourths: „Wenn die Geschichtsschreibung das Buch als romantische Dichtung zurückgewiesen hat, bleibt für die Literaturwissenschaft, es als die beste Sozialgeschichte des Wilden Westens anzuerkennen.“ Und schließlich: „Hier, auf diesen Seiten, lebt der mountain man. Dieser Bericht von ihm und seinen alltäglichen Nöten, Morden und seiner beiläufigen Gewalt ist sehr, sehr wahr.“
Umstritten ist, inwieweit Beckwourth oder sein Herausgeber Bonner bei den Schilderungen der Zeit bei den Crow auf Erlebnisse eines anderen schwarzen Trappers zurückgreifen. Edward Rose war bereits ab 1811 für die American Fur Company von Johann Jakob Astor tätig gewesen und lebte einige Jahre vor Beckwourth als angesehener Krieger bei den Crow. Einige der Abenteuer, die Beckwourth aus seiner Zeit als Häuptling berichtet, finden sich auch in Lebensbeschreibungen Roses. Tragischerweise wurde Beckwourth beinahe Zeuge von Edward Roses Tod bei einem Überfall der Blackfoot nahe Fort Cass an der Mündung des Bighorn Rivers und berichtete, dass seine Crow den Tod des Kollegen rächten.
Der Einfluss Bonners auf das Buch ist schwer zu beurteilen. Sicher ist, dass er verantwortlich ist, dass nicht-englische Namen durchgehend phonetisch notiert werden. Beckwourth sprach perfekt Französisch, gut Spanisch und mehrere indianische Sprachen. Bonner notierte die fremdsprachigen Namen so, wie er sie hörte: Der französischstämmige Händler Ceran St. Vrain wird zu Saverine, Etienne Provost zu Provo. Ob Bonner die Übertreibungen Beckwourths bei kriegerischen Abenteuern und Liebesgeschichten selbst noch einmal überhöht hat, wird von DeVoto diskutiert.
Beckwourths Leben zeigt exemplarisch den Umbruch beim Vorrücken der Zivilisation in den Westen des nordamerikanischen Kontinents. Gegen Ende seines Lebens, in Denver, wurde Beckwourth zweimal angeklagt und freigesprochen. Einmal musste er sich rechtfertigen für den Tod eines schwarzen Raufboldes, den er in Notwehr erschossen hatte, das andere Mal ging es um eine Abrechnung. Beide Angelegenheiten hätten dreißig, zwanzig oder auch zehn Jahre früher mit Fäusten oder Messern beigelegt werden können, doch diese Zeiten waren mittlerweile vorbei und auch in einer erst kurz zuvor gegründeten Goldgräbersiedlung wie Denver herrschte Anfang der 1860er Jahre das Gesetz.
In anderen Punkten sind Beckwourths Erinnerungen untypisch. Mehrfach stellt er die zerstörerische Wirkung des Alkohols auf die Indianer dar. Es war ständige Praxis fast aller Pelzhändler, trotz diverser Verbote der US-Bundesregierung, beim Beginn eines Handelstreffens stark verdünnten Branntwein als Bezahlung für Felle auszugeben. Ein pint (knapp ½ Liter) dieses gestreckten Alkohols war in den 1830er Jahren eine Büffelhaut wert. Aus 40 Gallonen Branntwein im Wert von unter $20 konnten nach Verdünnung rund 1600 pints gewonnen werden und 1600 Büffelhäute erzielten einen Erlös von etwa $8000. Beckwourth thematisiert diese Ausbeutung und erwähnt besonders, dass die Frauen der Indianer die Arbeit des Gerbens und Trocknens der Felle haben, während es die Männer sind, die den Erlös vertrinken, und die Indianerinnen sich mit ihren Kindern „vor den Männern, Vätern und Brüdern im Wald verstecken, die sie lieben, wenn sie keinen Whisky haben, und missbrauchen und töten, wenn sie ihn haben.“ In wörtlicher Rede gibt er eine Ansprache wieder, die ein Cheyenne namens Porcupine Bear zu den Folgen des Alkoholmissbrauchs hielt.

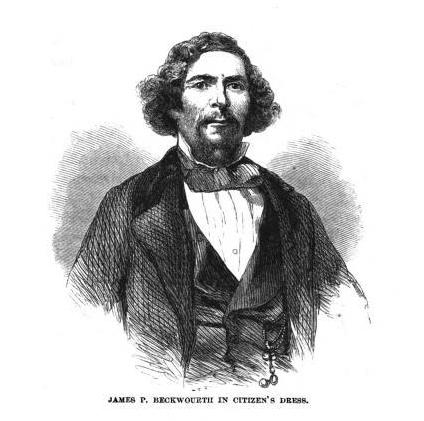
Beckwourth in bürgerlicher Kleidung – Illustration der Erstausgabe

## Beckwourth als Rollenvorbild für Afroamerikaner
In seinen Lebenserinnerungen tritt Beckwourth nicht als Schwarzer in Erscheinung. Er selbst erwähnt seine Abstammung nicht und wäre nach Ansicht einiger Biographen erzürnt gewesen, wenn man ihn als etwas anderes denn als Weißen bezeichnet hätte. Im Gegenteil enthält das Buch eine eindeutig rassistische Stelle, in der er einen Mulatten, der die Crow zu Übergriffen gegen Weiße aufgehetzt haben soll, als „schwarzen, krausköpfigen Schurken“ beschimpft und mit dem Tod bedroht. An anderer Stelle geht er mit verächtlichen Worten über den Tod eines Schwarzen in Florida hinweg. Er selbst sah sich als Gentleman aus Virginia und so wurde er auch gegen Ende seines Lebens in Denver wahrgenommen. Seine Frau in Denver nannte er Dritten gegenüber Lady Beckwourth, und der damit verbundene Anspruch auf die Abstammung aus englischem Adel wurde in der Gesellschaft anerkannt. Der Herausgeber der Rocky Mountain News war mit ihm befreundet und nannte ihn the old hero und a polished gentleman.
Nach der Veröffentlichung seines Buches wurde Beckwourth das Opfer schwerer rassistischer Anfeindungen durch Rezensenten und Chronisten des Wilden Westens. Francis Parkman nennt ihn „einen Bastard aus französischem, amerikanischem und Negerblut“. Ein früherer Captain der Kansas Volunteers im Mexikanisch-Amerikanischen Krieg, Charles M. Christy, trug in seinen Erinnerungen unter der Kapitelüberschrift „Nigger Jim“ weitere Gerüchte über Beckwourth zusammen: Demnach wäre er der Sohn des französischstämmigen Pelzhändlers Chouteaux aus St. Louis und einer seiner Sklavinnen gewesen, an einen Lotsen auf dem Mississippi River namens Beckwourth verkauft worden, von ihm an einen Pelzhändler verkauft und von diesem in die Berge mitgenommen worden. Die betonte Abstammung als Schwarzer und die Behauptungen über französisches Blut dienten dazu, ihn verächtlich zu machen, hatten doch die Amerikaner den Pelzhandel im ersten Drittel des 19. Jahrhunderts von den französischen Pionieren übernommen und sie weitgehend aus dem Geschäft gedrängt.
Beckwourth wurden weitere Vorwürfe gemacht: So soll er im Jahr 1837 bei seiner kurzzeitigen Rückkehr zu den Crow die Pocken bei den Blackfoot eingeschleppt haben und so für die Dezimierung aller Prärieindianer in den folgenden Jahren verantwortlich gewesen sein. Joseph Meek, damals Trapper für die mit Beckwourth konkurrierende Rocky Mountain Fur Company, später Politiker im Oregon-Territorium, berichtete, dass Jim Bridger Beckwourth beschuldigt hätte, infizierte Gegenstände aus St. Louis mitgebracht und einem Blackfoot-Indianer übergeben zu haben. Chittenden kommt in seinem Standardwerk zu einem anderen Ergebnis. Danach habe die American Fur Company als Betreiberin eines Schiffes versäumt, alle Passagiere unter Quarantäne zu stellen, nachdem an Bord ein Pockenverdacht aufgetreten war. Insbesondere sei ein Blackfoot an Bord gewesen, der ungehindert direkt zu seinem Volk habe reisen können. Chittenden führt die Epidemie auf das Schiff zurück, das St. Louis am 17. April 1837 verließ, während Beckwourth nach eigenen Angaben zu Pferde auf dem direktesten Weg zu den Crow zurückgekehrt war. Frederick S. Dellenbaugh erklärte 1914 die Kritik an Beckwourth damit, dass er als Schwarzer einen Nachteil hatte „besonders bei Autoren aus sklavenhaltenden Staaten“, die ihn deshalb nicht hoch schätzen könnten.
Nach dem Zweiten Weltkrieg wurde Beckwourth, der „schwarze Pelzhändler“, von Historikern der Schwarzenbewegung als Leitfigur wiederentdeckt. Im Negro History Bulletin hieß es 1954, „wegen seiner langen Verbindung mit der Pelzindustrie muss [Beckwourth] zu den berühmtesten Jägern und Händlern gerechnet werden.“ Zwischen 1965 und 1972 erschienen vier Ausgaben von Beckwourths Buch, eine allerdings stark gekürzt. Die bislang umfangreichste Biographie Beckwourths von Elinor Wilson aus dem Jahr 1972 trägt den Untertitel „Black Mountain Man, War Chief of the Crows“ und stellt damit seine Abstammung neben oder sogar vor seine Leistungen. 1994 wurde Beckwourth vom United States Postal Service ausgewählt und in eine 20-teilige Briefmarken-Sonderserie unter dem Titel Legends of the West aufgenommen. Er ist der einzige Westmann schwarzer Abstammung in der Serie.
Im 21. Jahrhundert wird Beckwourth in kalifornischen Schulbüchern als Trailblazer (Wegbereiter) für die Besiedlung dargestellt und seine Rolle bei der Besiedlung des Westens in Universitätskursen thematisiert. Sein Leben wird auch von Kinder- und Jugendbuchautoren aufgegriffen. 1966 erschien das erste Jugendbuch über Beckwourth, 1992 ein weiteres und 2006 gleich zwei Biographien in Jugendbuchreihen, er tritt dort jeweils als Vertreter der afro-amerikanischen Pioniere auf.
Das Leben James P. Beckwourths ist das Vorbild für den 1963 erschienenen historischen Roman Follow the Free Wind (deutsch als Frei wie der Wind, 1965, übersetzt von Tony Westermayr) der amerikanischen Schriftstellerin und Drehbuchautorin Leigh Brackett und den 1981 veröffentlichten Roman The Medicine Calf von Bill Hotchkiss.

## Ehrungen
Nach James P. Beckwourth sind benannt:
- der Beckwourth Pass in der kalifornischen Sierra Nevada
- der Beckwourth Trail, die von Beckwourth angelegte Straße über den Pass, heute teilweise als Staatsstraße, teilweise als Schotterpiste erhalten
- der Ort Beckwourth im Sierra Valley, nahe dem Pass, hervorgegangen aus Beckwourths Ranch, Hotel und Handelsposten
- das kleine Jim Beckwourth Museum in Beckwourth
- der Beckwourth Peak, ein 2200 m hoher Berg südwestlich des Ortes
- Beckwourth Lake, ein kleiner See im Süden Montanas im Einzugsgebiet des Yellowstone Rivers
- das ehemalige jährliche Living-History-Festival Beckwourth Frontier Days in Marysville
- der Beckwourth Riverfront Park, ein Stadtpark am Feather River in Marysville
- die Sammlung von Unterlagen zu seinem Leben und seiner Zeit in der Beckwourth Collection der Clark Library an der Brigham Young University in Salt Lake City

Das Bild Beckwourths wurde 1994 auf einer amerikanischen 29¢ Briefmarke aus der Serie Legends of the West abgedruckt.

## Belegstellen
1. ↑  Wilson, S. 30 f.
2. ↑  John Burke, Bernard Burke: A Genealogical and Heraldic History of the Extinct and Dormant Baronetcies of England, 1838, S. 50–52.
3. ↑  Baronet Beckwith, of Aldborogh
4. ↑  Laut Steuerakten des Frederick County aus dem Jahr 1799 mit 215 acre (87 ha), zehn Sklaven und drei Pferden, zitiert nach Wilson, S. 20.
5. ↑  Wilson, S. 14.
6. ↑  Aus den Steuerakten, zitiert nach Wilson, S. 18.
7. ↑  Beckwourth 1856, S. 14.
8. ↑  Harrison C Dale: The Explorations of William H. Ashley and Jedediah Smith, 1822–1829. University of Nebraska Press, Lincoln, 1991 (Nachdruck der Ausgabe von 1941), ISBN 0-8032-6591-3, Fußnote auf S. 112.
9. ↑  Dee Brown: Im Westen ging die Sonne auf (Originaltitel: The Westerners), Hoffmann und Campe, Hamburg 1974, ISBN 3-455-00723-6, S. 61.
10. ↑  DeVoto in Beckwourth 1931, S. xxiv
11. ↑  Leslie A. White: Lewis H. Morgan's Western Field Trips. In: American Anthropologist, New Series, Vol. 53, No. 1 (Jan. – Mar., 1951), S. 11–18, hier S. 15, (online bei JStor)
12. ↑  Beckwourth 1856, S. 124.
13. ↑  Wilson, S. 46.
14. ↑  Hiram Martin Chittenden: The American Fur Trade of the Far West. Francis P. Harper, New York, 1902, unveränderter Nachdruck der 2. durchgesehenen Auflage von 1936 bei Augustus M. Kelley, Fairfield, New Jersey, 1979, ISBN 0-678-01035-8, S. 62.
15. ↑  Beckwourth 1856, S. 371.
16. ↑  Wilson, S. 73.
17. ↑  Wilson, S. 86–87.
18. ↑  Josiah Gregg: Commerce of the Prairies – or The journal of a Santa Fè trader – during eight expeditions across the great western prairies, and a residence of nearly nine years in northern Mexico. H.G. Langley, New York 1844, Band 2, Kapitel 9 (auch online: Commerce of the Prairies)
19. ↑  Beckwourth 1856, S. 474.
20. ↑  Wilson, S. 9.
21. ↑  Illustrated History of Plumas, Lassen and Sierra Counties, San Francisco, 1882, S. 208 (online: Illustrated History)
22. ↑  Wilson, S. 172.
23. ↑  Wilson, S. 171.
24. ↑  Francis Parkman: The California and Oregon Trail – being sketches of prairie and Rocky Mountain life. New York, Putnam Publishing, 1849, Ch. X (online: California and Oregon Trail (Memento des Originals vom 6. Dezember 2007 im Internet Archive)  Info: Der Archivlink wurde automatisch eingesetzt und noch nicht geprüft. Bitte prüfe Original- und Archivlink gemäß Anleitung und entferne dann diesen Hinweis.)
25. ↑  Hiram Martin Chittenden: The American Fur Trade of the Far West. Francis P. Harper, New York, 1902, zitiert nach: DeVoto in Beckwourth 1931, S. xx
26. ↑  Cecil J. Alder: James Bridger. Salt Lake City, 1925 zitiert nach DeVoto in Beckwourth 1931, S. xxii
27. ↑  Harrison C. Dale: The Explorations of William H. Ashley and Jedediah Smith, 1822–1829. University of Nebraska Press, Lincoln, 1991 (Nachdruck der Ausgabe von 1941), ISBN 0-8032-6591-3, Fußnote S. 137, Fußnote S. 155 und Anmerkung zu Beckwourths Buch, S. 321.
28. ↑  Wilson, S. 172.
29. ↑  Wilson, S. 5.
30. ↑  DeVoto in Beckwourth 1931, S. xxiii
31. ↑  DeVoto in Beckwourth 1931, S. xxvii
32. ↑  DeVoto in Beckwourth 1931, S. xxxi
33. ↑  DeVoto in Beckwourth 1931, S. xxv
34. ↑  Wilson, S. 187.
35. ↑  DeVoto in Beckwourth 1931, S. xxiv f.
36. ↑  DeVoto in Beckwourth 1931, S. xxxviii
37. ↑  Beckwourth 1856, S. 433, S. 444.
38. ↑  Beckwourth 1856, S. 459 ff.
39. ↑  Porter, S. 80.
40. ↑  Beckwourth 1856, S. 249.
41. ↑  Beckwourth 1856, S. 411.
42. ↑  Wilson, S. 168.
43. ↑  Porter, S. 81.
44. ↑  Francis Parkman: The California and Oregon Trail – being sketches of prairie and Rocky Mountain life. New York, Putnam Publishing, 1849, Ch. X (online: California and Oregon Trail (Memento des Originals vom 6. Dezember 2007 im Internet Archive)  Info: Der Archivlink wurde automatisch eingesetzt und noch nicht geprüft. Bitte prüfe Original- und Archivlink gemäß Anleitung und entferne dann diesen Hinweis.)
45. ↑  Wilson, S. 7.
46. ↑  Wilson, S. 80.
47. ↑  Wilson, S. 82.
48. ↑  Frederick S. Dellenbaugh: Frémont and '49, New York, London, G.P. Putnam's sons, 1914, S. 118, zitiert nach Wilson, S. 8.
49. ↑  Savage, S. 124.
50. ↑  Missouri State University: Missouri History (Memento vom 6. Juli 2011 im Internet Archive)

| Personendaten    | Personendaten                                                                                          |
| ---------------- | --- |
| NAME             | Beckwourth, James P.                                                                                   |
| ALTERNATIVNAMEN  | Beckwourth, James Pierson (vollständiger Name); Beckwourth, Jim; Beckwith, James Pierson (Geburtsname) |
| KURZBESCHREIBUNG | US-amerikanischer Trapper, Entdecker, Pelzhändler, Soldat, Goldgräber, Gastwirt, Scout                 |
| GEBURTSDATUM     | 26. April 1798 oder 1800                                                                               |
| GEBURTSORT       | Frederick County, Virginia, Vereinigte Staaten                                                         |
| STERBEDATUM      | 29. Oktober 1866                                                                                       |
| STERBEORT        | Colorado, Vereinigte Staaten                                                                           |